# Lucfalva
Lucfalva é um município da Hungria, situado no condado de Nógrád. Tem 14,1 km² de área e sua população em 2015 foi estimada em 614 habitantes.